# Бернхард, Бен
Бен Бернхард (нем. Ben Bernhard) — немецкий кинооператор.

## Биография
Бен Бернхард родился и вырос в Констанце.
Он получил степень бакалавра искусств и магистра кинематографии в Немецкой академии кино и телевидения в Берлине (DFFB). С тех пор он снимал различные игровые и документальные фильмы. В 2014 году получил стипендию Калифорнийского института искусств в Лос-Анджелесе.
С 2009 года Бен работает с известным российским режиссёром Виктором Косаковским. Их проект «Акварель» вошёл в шорт-лист премии «Оскар» 2020. В 2022 году на Берлинском кинофестивале и фестивале в Нью-Йорке состоялась премьера полнометражного фильма Анники Пинске «Говоря о погоде», а на Netflix вышел сериал «Неймар: Идеальный хаос». Документальный фильм режиссёра Шонака Сена «Всё, что дышит», снятый Бернхардом, получил, среди прочего, приз Большого жюри кинофестиваля «Сандэнс» и «Золотой глаз» в рамках Каннского кинофестиваля.
В настоящее время живёт в Берлине и на семейной ферме в Алльгое.

## Избранная фильмография
- Да здравствуют антиподы! (2011)
- Место преступления (2012; эпизод «Кадры смерти[нем.]»)
- Монологи (2014)
- Конифоль (2015)
- Спортивные дети: Ветряная оспа (2015)
- Домашняя работа (2016)
- Акварель (2018)
- Затерянный реактор (2018)
- В погоне за Гедонией (2019)
- Гунда (2020)
- Решения (2021)
- Поговорим о погоде (2022)
- Всё, что дышит (2022)
- Неймар: Идеальный хаос[англ.] (2022)
- Черновой вариант (2023)
- Архитектон (2024)

## Награды и номинации

### Награды
Спортивные дети: Ветряная оспа
- Приз Фестиваля документального кино во Фредрикстаде Nordic Docs за лучшую операторскую работу (2016)

Домашняя работа
- Student Camera Award Международного фестиваля киноиндустрии в Мюнхене[англ.] за лучшую операторскую работу (2016)

Затерянный реактор
- Achtung Berlin за лучшую операторскую работу (2019)

Всё, что дышит
(совместно с Риджу Дасом и Саумянандрой Сахи)
- Премия Американского общества кинооператоров за лучшую операторскую работу в документальном фильме (2023)
- Премия Doc NYC[англ.] за лучшую операторскую работу (2022)
- Премия Cinema Eye Honors[англ.] за лучшую операторскую работу (2022)

### Номинации
Акварель
- Премия «Выбор критиков» в области документального кино (2019)
- Премия Cinema Eye Honors[англ.] за лучшую операторскую работу (2020)

Затерянный реактор
- Премия Немецкого общества кинооператоров за лучшую операторскую работу в документальном фильме (2019)

Всё, что дышит
(совместно с Риджу Дасом и Саумянандрой Сахи)
- Премия «Выбор критиков» в области документального кино (2022)
- Премия Camerimage: Конкурс полнометражных документальных фильмов — «Золотая лягушка» (2022)
- Премия Международной ассоциации документального кино[англ.] за лучшую операторскую работу (2023)